# Jean Baptiste Saint-Lager
Jean Baptiste Saint-Lager, né en 1825 à Lyon et mort en 1912, est un botaniste et un médecin français. En juin 1881, il est fait membre de l'académie des Sciences, Belles-Lettres et Arts de Lyon. 